# Chiens de guerre (roman de 2017)
1. REDIRECTION Chiens de guerre (roman)